# Janthecla sista
Janthecla sista is een vlinder uit de familie van de Lycaenidae. De wetenschappelijke naam van de soort werd als hecla sista in 1867 gepubliceerd door William Chapman Hewitson.